# Brinckheim
Brinckheim je občina v departmaju Haut-Rhin francoske regije Alzacija.
Leta 2009 je v občini živelo 348 oseb oz. 102 osebi/km².